# Venă ileocolică
Vena ileocolică este o venă care drenează ileonul, colonul și cecumul.

## Legături externe
- ANATOMIA OMULUI - Volumul III: CAVITATEA ABDOMINO-PELVINĂ Arhivat în 7 iunie 2019, la Wayback Machine., Editura „Victor Babeș”, Timișoara 2018